# A-blog cms
a-blog cms（エーブログ シーエムエス）とは、有限会社アップルップルにより開発されたコンテンツ管理システム (CMS) である。

## 歴史
- 2009年6月 - 有限会社アップルップルが提供するブログシステム「a-blog」の後継システムとして、バージョン1.0を公開
- 2012年6月 - iOS用更新アプリを公開
- 2013年6月 - ライセンス体系に商用利用可能な無償版ライトを追加
- 2013年12月 - ライセンス体系にプロフェッショナル、エンタープライズを加えたバージョン2.0を公開
- 2016年4月 - ライト版を終了
- 2017年1月 - a-blog cms ライト版からスタンダード版へのアップデート
- 2017年4月 - バージョン2.7.0をリリース
- 2018年3月 - バージョン2.8.0をリリース
- 2018年10月 - バージョン2.9.0をリリース
- 2019年2月 - バージョン2.10.0をリリース
- 2019年12月 - バージョン2.11.0をリリース
- 2021年12月 - バージョン3.0.0をリリース
- 2023年9月 - バージョン3.1.0をリリース

## 特徴
- 日本の企業である有限会社アップルップルが開発しており、各種サポート、ユーザーフォーラムでの対応は日本語で提供されている。
- 2022年7月現在、公開可能な事例は660件（非公開事例4,000件以上）、全国700以上の制作者に利用されている。
- コンテンツの登録はWYSIWYGを使わず、ユニットと呼ばれるブロックごとにコンテンツを登録・更新する形式を取っている。
- カスタマイズにはPHPプログラムの改変ではなく、テンプレートとなるhtmlファイルとブラウザからの設定変更で行われる。
- 2012年に公開されたVer. 2.0からプロフェッショナルおよびエンタープライズライセンスでは、承認機能が追加された。
- フォームや各種形式の表示モジュールなど一般的なウェブサイトで必要な機能は標準機能として備えているが、別途プラグインを作成することで機能の追加も可能。
- 2021年末にリリースされた 3.0 から、ionCube Encoder での暗号化を止め、多くのサーバー環境で動作するようになりました。

## 動作環境
- Apache サーバ
- Apache "mod_rewrite" エクステンション
- PHP 3.0.0 以降 7.2.5 〜 8.1.x / 2.11.x まで 5.3.x〜7.4.x
- PHP GD ライブラリ
- PHP mbstring ライブラリ
- PHP ionCubeローダー ( 3.0 から必要無くなりました ）
- MySQL 5.0以降